# Constantin Meunier
Costantin Émile Meunier (Etterbeek, 12 aprile 1831 – Ixelles, 4 aprile 1905) è stato un pittore e scultore belga.

## Biografia
Constantin Meunier nacque a Etterbeek, un sobborgo di Bruxelles, cadetto di sei figli, in una famiglia borghese che andò presto incontro a notevoli difficoltà. Con la rivoluzione del 1830, che aveva portato alla nascita dello Stato belga, il padre venne ridotto in miseria, e la sua morte, avvenuta quando Constantin aveva solo due anni, costrinse la madre a occuparsi da sola della numerosa prole. I pochi proventi arrivarono grazie ad una casa che la donna decise di affittare ad artisti in Place du Petit Sablon.
Nella modesta dimora venne a installarsi il celebre incisore Luigi Calamatta, e l'evento indirizzò irreversibilmente l'avvenire di Jean-Baptiste, il maggiore dei Meunier, e in seguito quello del cadetto. Avendo notato il talento artistico di Jean-Baptiste, Calamatta lo introdusse nella propria Accademia, dove il secondogenito venne condotto una sera, appena sedicenne.
Constantin cominciò così a dedicarsi alla scultura, introdotto nell'atelier Fraikin, a Bruxelles. Ventenne, espose la prima opera, di cui rimane solo il titolo, La Guirlande (La ghirlanda). Improvvisamente, per motivi non chiari e in una data che gli studiosi non hanno potuto definire con precisione, il Nostro decise di consacrarsi alla pittura. Nonostante alcuni critici abbiano sostenuto che Meunier non sopportasse più il peso di un ambiente troppo tradizionale come quello di Fraikin, il suo principale biografo, André Fontaine, ricorda come Constantin si professasse riconoscente a Fraikin ancora all'età di cinquant'anni, e che in lui non si fosse mai spenta una sorta di venerazione per Jean-Baptiste, che sulla scia di Ingres rimaneva pienamente legato alla scuola neoclassica.
In ogni caso dopo il 1851 lo troviamo all'atelier di Saint-Luc, mentre di tre anni successiva è l'iscrizione presso l'atelier Navez, dove strinse una duratura amicizia con il pittore Charles de Groux. Nel 1857 il nome di Meunier figura per la prima volta nel catalogo di un'esposizione, e vi compare con una sola opera, Salle de l'Hôpital Saint-Roch (Sala dell'ospedale Saint-Roch), in seguito distrutta dall'autore stesso. Il soggetto è tuttavia noto: nella tela era rappresentata una religiosa intenta a lavare i piedi di una donna morta.
Personalità alquanto schiva, Meunier continuò a lavorare nell'ombra per molti anni, senza licenziare una produzione copiosa, tanto che il periodo compreso tra il 1857 e il 1869 lo vide completare soltanto venti opere. Nel frattempo si sposò (1862, dal matrimonio nasceranno tre figlie femmine e due maschi) e, per completare la propria formazione, intraprese un viaggio in Italia, soggiornando la maggior parte del tempo a Firenze. Le opere del periodo sono comunque tutte incentrate su temi religiosi, fossero commissionate o semplicemente il risultato della propria ispirazione, come L'Enterrement du Trappiste (La sepoltura del Trappista) e Le Martyre de Saint-Étienne (Il martirio di santo Stefano).

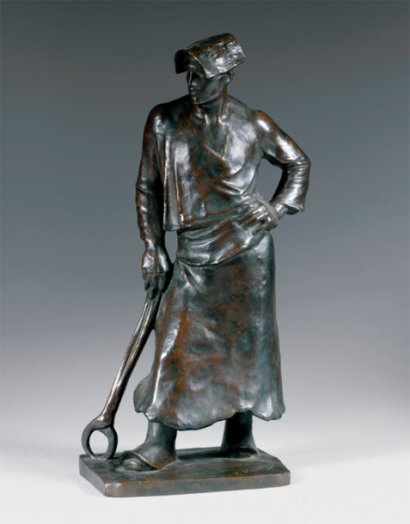
Il martellatore (Le Marteleur), oppure "il saldatore"; o ancora L'uomo della forgia, "il forgatore".

Dal 1870 il pittore intensificò il proprio lavoro, estendendolo anche a soggetti storici (per lo più relativi alla storia del proprio paese) e alla ritrattistica. Il 1882 si rivelò fondamentale nella sua avventura professionale: il governo lo inviò a Siviglia col compito di copiare un'opera di Pedro de Campaña, e il contatto con l'arte spagnola cambiò significativamente il proprio stile, dotandolo di colori più vivi ed intensi, come appare chiaramente, ad esempio, con la tela Le Café d'Elbuzero.
Tornato in patria, si impegna in dipinti di paesaggio e in soggetti che riproducono la vita delle fabbriche. Dipinse Enlèvement d'un creuset brisé (Rimozione di un crogiolo rotto), azione degli operai, da lui osservata nella vetreria della Val Saint-Lambert, Una hiercheuse, raffigurazione di una operaia nelle miniere del Belgio, e il Trittico della miniera (La mine (triptyque)), una delle sue pitture più famose. 
Nel 1885 Meunier virò nuovamente e inaspettatamente verso la scultura. Ad Anversa presentò due lavori, mentre a Bruxelles espose Le Débardeur (Lo scaricatore di porto) e i busti di insigni personaggi, tra cui quello dell'amico Camille Lemonnier. Il giornale Jeune Belgique cominciò ad accorgersi di lui, celebrando l'avvento di un'arte nuova e ancora inesplorata. L'apice della fama giunse l'anno dopo: al Salon parigino Le Marteleur (Il martellatore) suscitò i complimenti di Rodin e l'entusiasmo di Octave Mirbeau, che si prodigò in un profluvio di elogi. Più tiepida fu invece l'accoglienza in patria, dove il già citato Jeune Belgique non andò al di là di uno striminzito commento positivo. Nello stesso periodo portò a compimento, dopo anni di lavoro, il complesso scultoreo Monument au Travail (Monumento al Lavoro), forse la sua opera più celebre, acquistata dallo Stato belga qualche anno dopo e fatta erigere a Laeken, un quartiere di Bruxelles, dopo la morte dell'autore.
Nel 1887, dopo anni d'attesa, Meunier ottenne un posto di insegnante all'Accademia di Belle Arti di Louvain, trasferendosi nella città, in rue des Récollets. Questo periodo della sua vita, relativamente felice, coincise con la fase produttiva più feconda, senza più selezione tra pittura e scultura, nella pratica di entrambe.
Una grave disgrazia lo colpì nel 1894, quando perse entrambi i figli maschi nel giro di qualche mese. L'anno seguente fece ritorno a Bruxelles, mentre il 1896 lo vide riconosciuto a livello internazionale, a Parigi, in occasione dell'esposizione Bing. Nel 1900 si stabilì definitivamente a Ixelles, in rue de l'Abbaye, e qui la morte lo colse il 4 aprile 1905, mentre lavorava al gruppo scultoreo La Fécondité.
Massone, fu membro della loggia "Les Amis Philanthropes"  di Bruxelles, del Grande Oriente del Belgio.
Quattro anni dopo la morte Louvain volle ricordarlo con una grande retrospettiva delle sue opere, mentre dal 1939 la sua ultima dimora è stata trasformata nel Museo Meunier, che accoglie molte delle sue opere. Altri lavori dell'artista sono conservati nei principali musei belgi, al Museo d'Orsay e in altri paesi europei ed extraeuropei.

## L'opera
Tutta la produzione pittorica di Meunier antecedente al 1870 verte su temi religiosi. Già il dipinto del 1857, Salle de l'Hôpital Saint-Roch (Sala dell'ospedale Saint-Roch), raffigurante una religiosa che lava i piedi ad una morta, contiene in nuce il binomio, centrale nell'autore, di morte e povertà. È un vero e proprio leitmotiv, rintracciabile nei dipinti raffiguranti le morti di Trappisti, santi e dello stesso Gesù Cristo. Si tratta di una povertà percepita nei suoi aspetti più reconditi e profondi, esaltata nella sua dignità, ed elevata attraverso il legame con la morte ad una forma di eroismo immortale che quasi sconfina nel misticismo.
La povertà si pone in sintonia con la personalità dell'artista, abituato a lavorare nel silenzio, e proprio dall'oscurità estende sulla tela il suo soffio. «Non è sicuro che ci sia una vita eterna», ebbe a dichiarare Meunier, «io non ne so niente. Ma ecco, in questa vita carnale, quel soffio che, sospendendo per un attimo i rumori del mondo che ci circonda, fa vibrare in noi, attraverso il silenzio che impone, il battito dell'eterno».
Lo stesso soffio, lo stesso leitmotiv è ravvisabile anche nelle fasi successive della pittura e nella scultura del Nostro, quando Meunier tenterà di cogliere l'essenza dei singoli lavoratori delle fabbriche, in un atteggiamento intimistico che non arriverà mai ad abbracciare la sfera sociale o politica. Anche quando dipinge gli episodi storici che hanno portato alla nascita del Belgio, la pittura di Meunier non ha nulla di politico, ma continua a veicolare le emozioni che si nascondono nella sfera privata di ciascun individuo.
Il viaggio spagnolo del 1882 introdusse colori più intensi nella sua tela, senza però cambiarne gli intenti di fondo. Meunier continua a privilegiare gli stessi temi: lo scaricatore di porto, il martellatore dominano la scena trovando l'approdo finale nel complesso scultoreo Monument au Travail (Monumento al Lavoro), inaugurato a Laeken nel 1903. 
Una parte importante svolgono anche i ritratti, quelli dei figli piccoli prima, quelli dei nipoti negli ultimi anni, in una riproduzione di istanti di vita che rivelano l'esistenza semplice e lontana da ogni forma di spettacolarità delle persone più umili, cosa che avviene anche con la pittura di paesaggio, laddove le contadine e gli scaricatori di porto sono colti nel momento del faticoso lavoro, mentre la loro permanenza sulla terra scorre nel silenzio e nella solitudine, quella stessa solitudine che traspare dai borghi belgi immortalati nelle uggiose giornate del grigio clima nordico.

## Galleria d'immagini

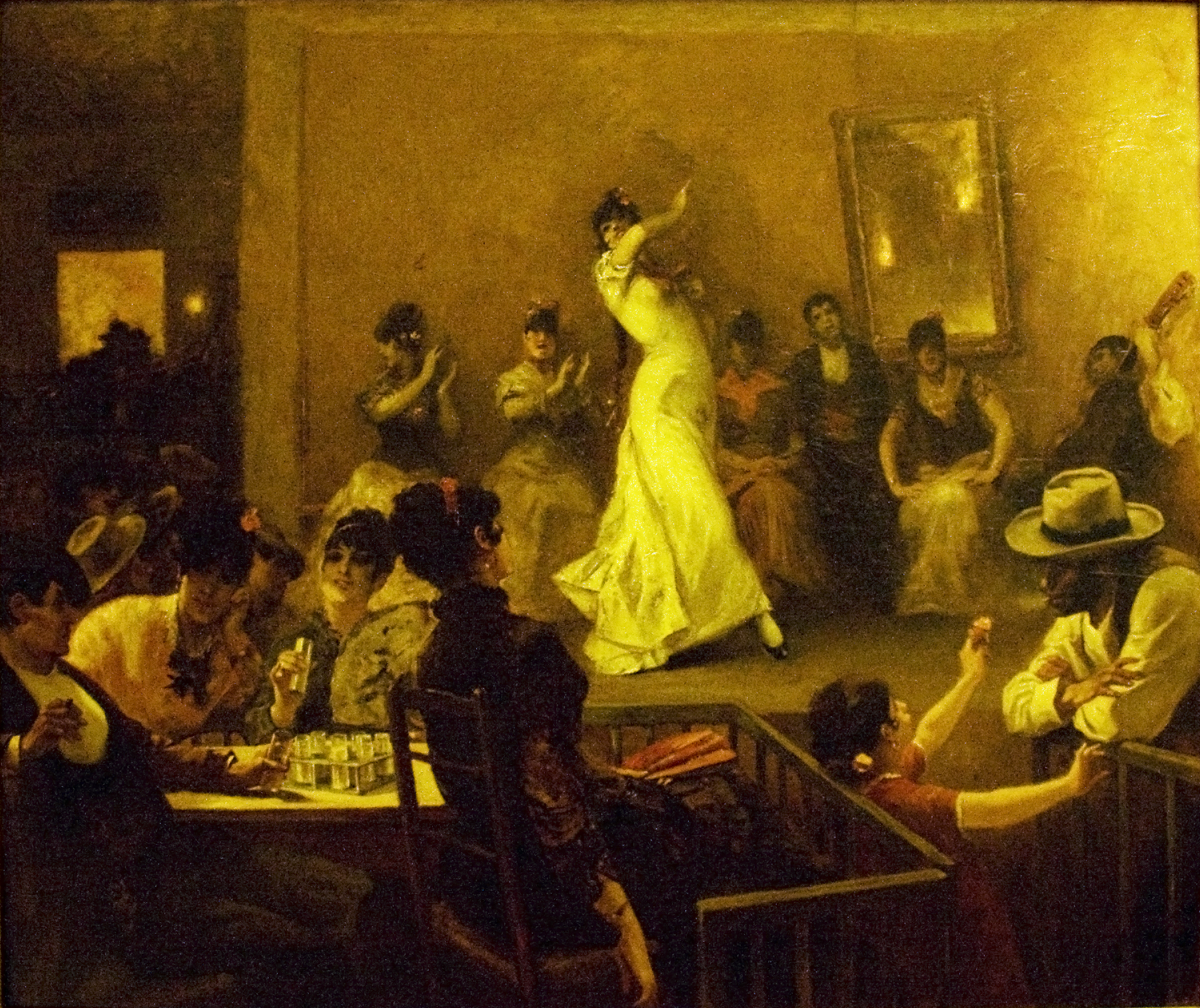
Café del Buzero (ca. 1882/83) Museo Meunier
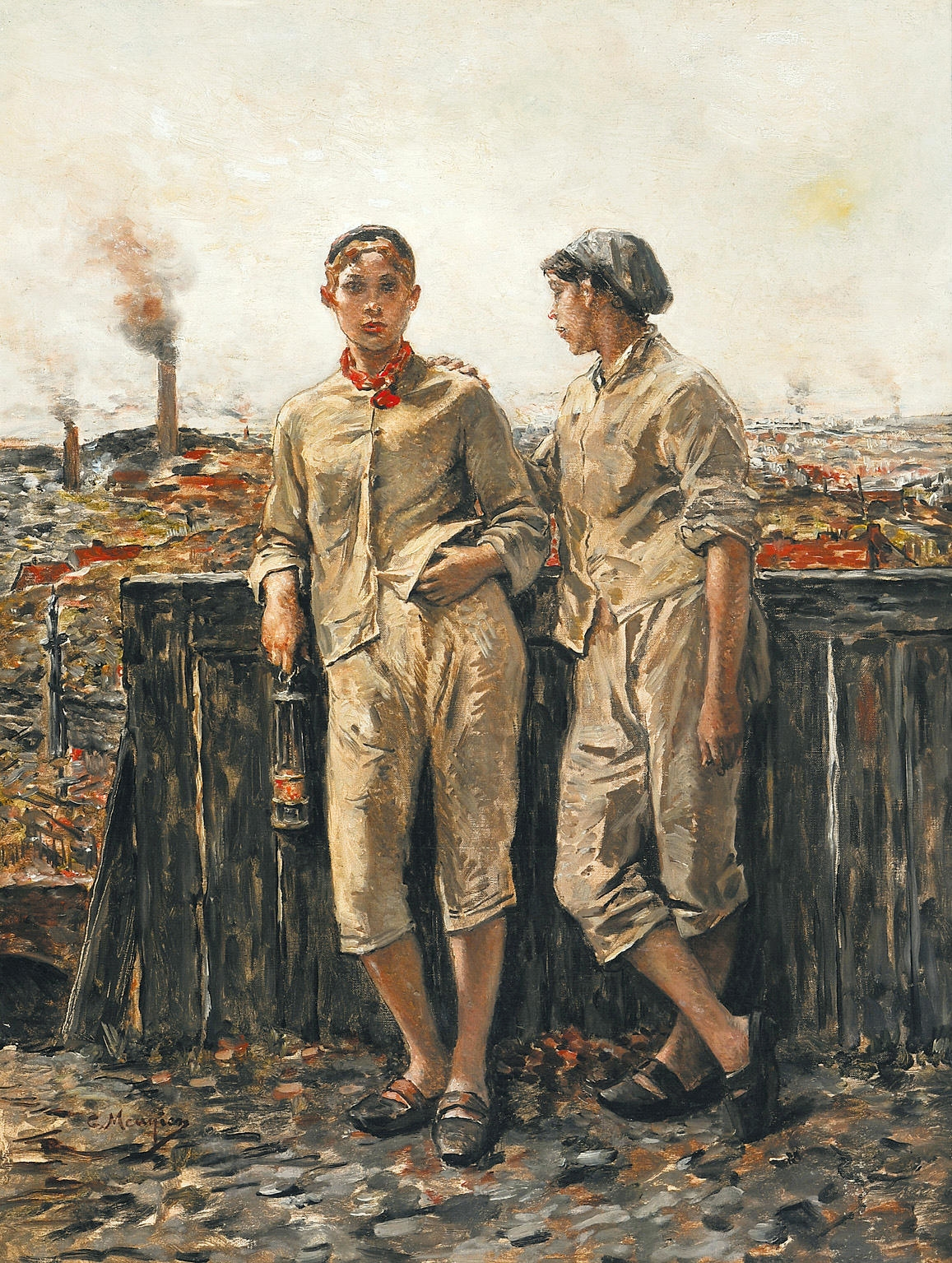
Les hiercheuses (ca. 1885/90) Collezione privata
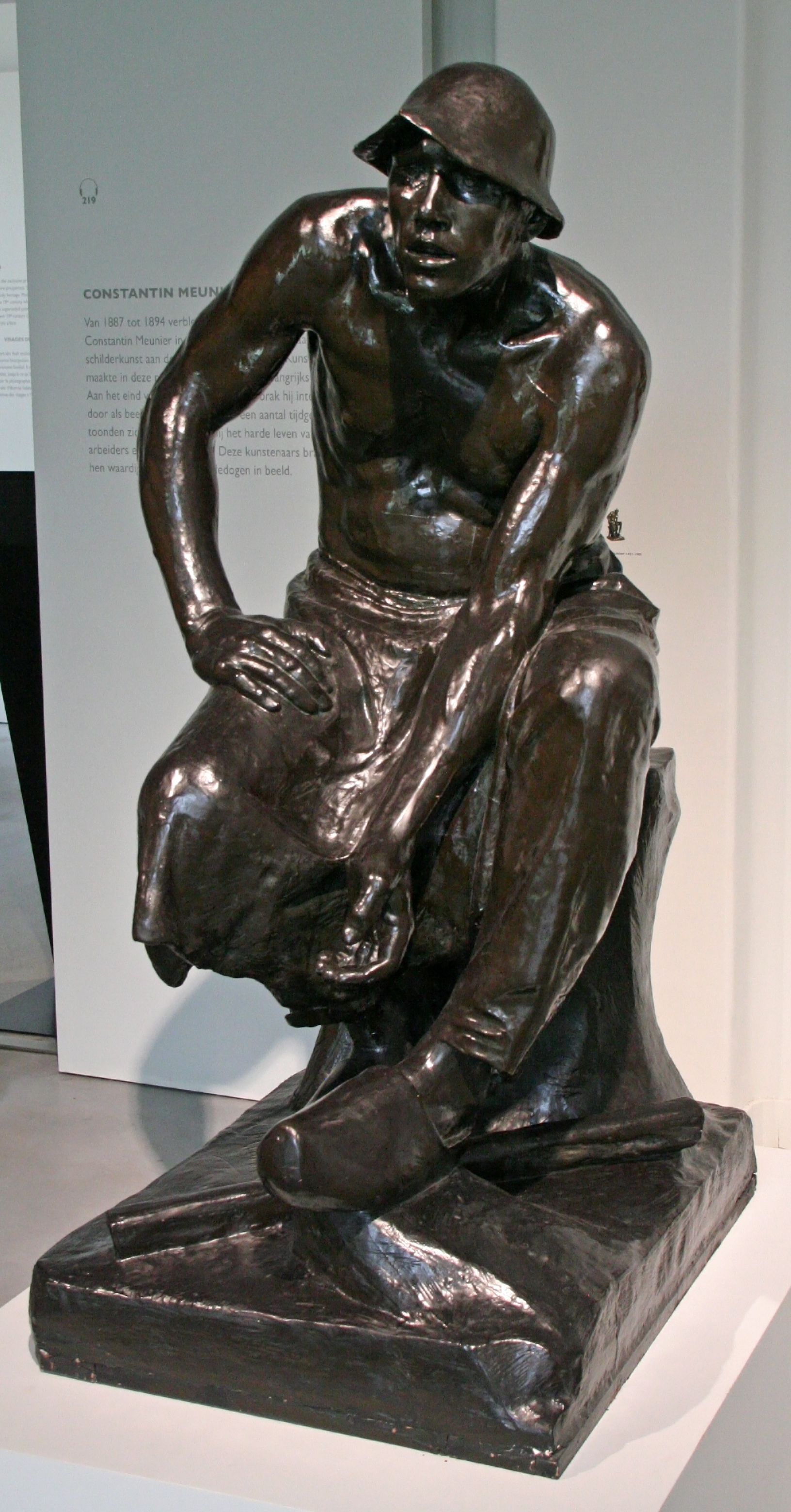
Operaio di fonderia (1886) M.  Museum, Lovanio
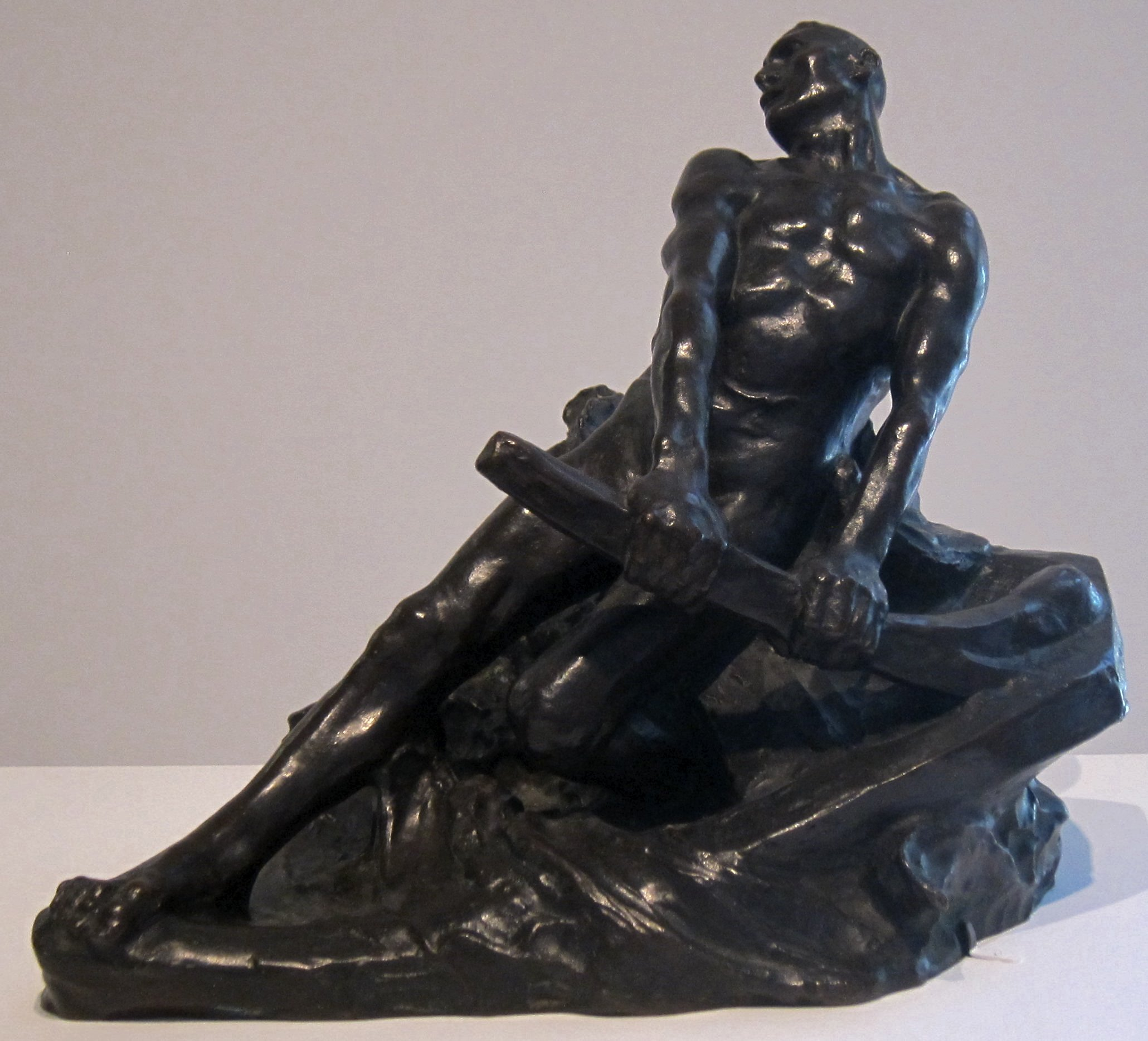
Uomo in lotta contro gli elementi (1890/1899) Honolulu Museum of Art
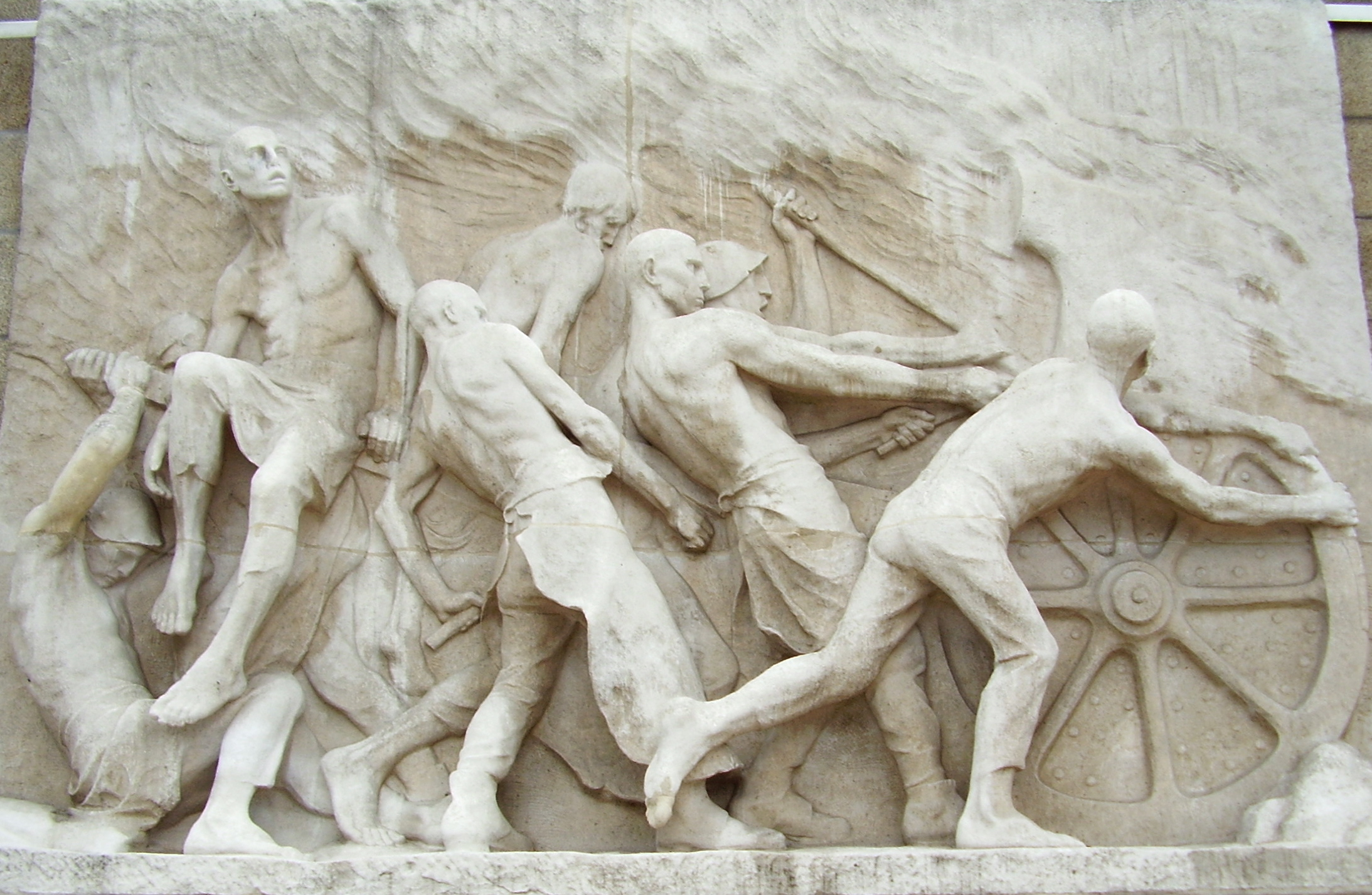
Monumento al Lavoro (1893) Inaugurazione del monumento nel 1930 a Laeken (Bruxelles)
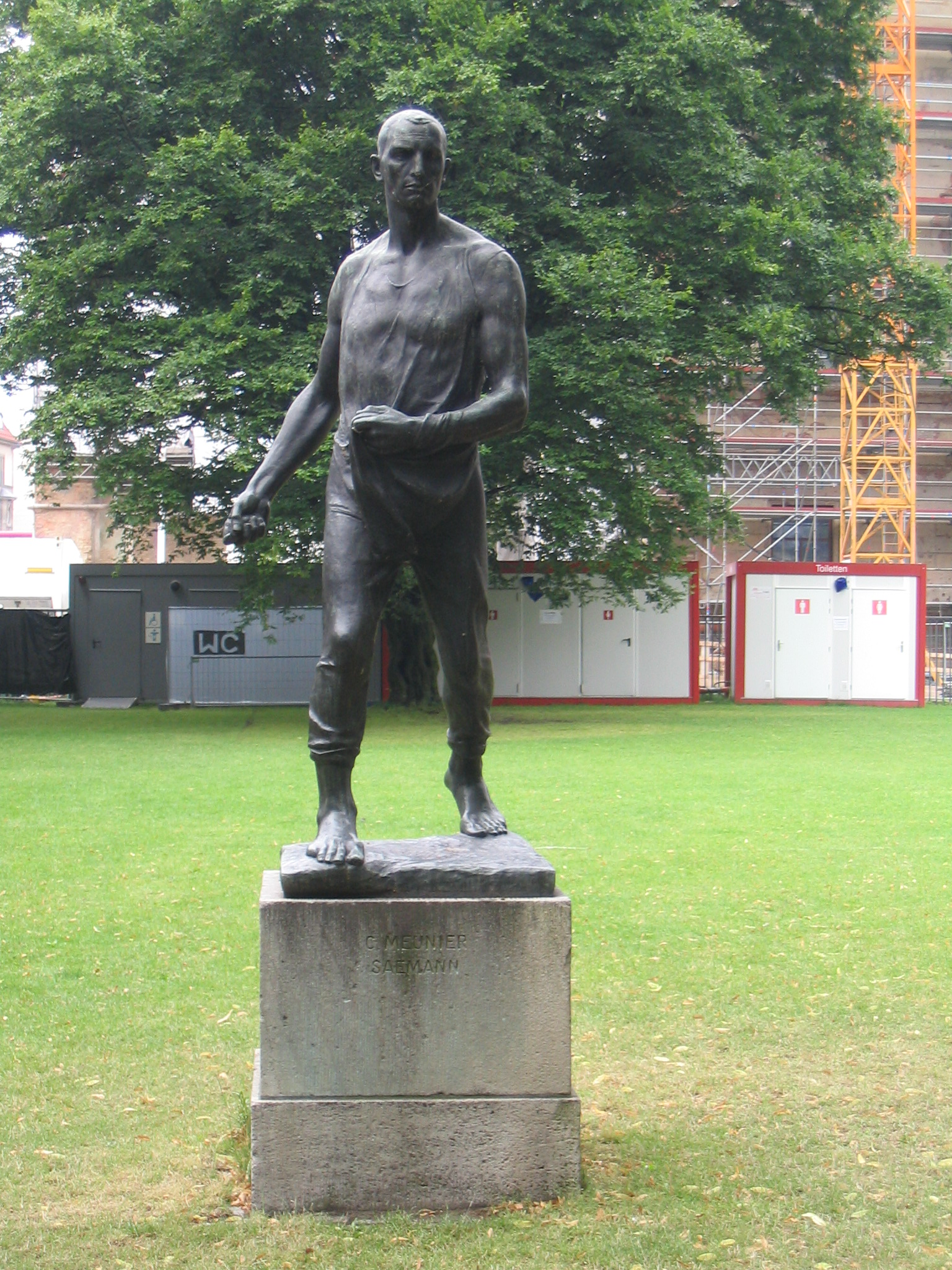
Der Sämann (Berlino); di quest'opera esistono varie copie, presenti in Europa